# Portret van Willem IV
Portret van Willem IV is een schilderij van Jacques Aved in het Rijksmuseum in Amsterdam.

## Voorstelling
Het stelt stadhouder Willem IV van Oranje-Nassau voor in zijn hoedanigheid als kapitein-generaal en admiraal-generaal van de Republiek. Hij is staand, ten voeten uit afgebeeld met de ene hand in zijn zij en de andere hand wijzend naar links. Hij draagt een harnas met om zijn middel een oranje sjerp als verwijzing naar het prinsdom Orange. Op zijn hoofd draagt hij een staartpruik. Verder draagt hij drie symbolen van de Orde van de Kousenband: de ster, het blauwe grootlint en de kousenband zelf met het devies Honi soit qui mal y pense.

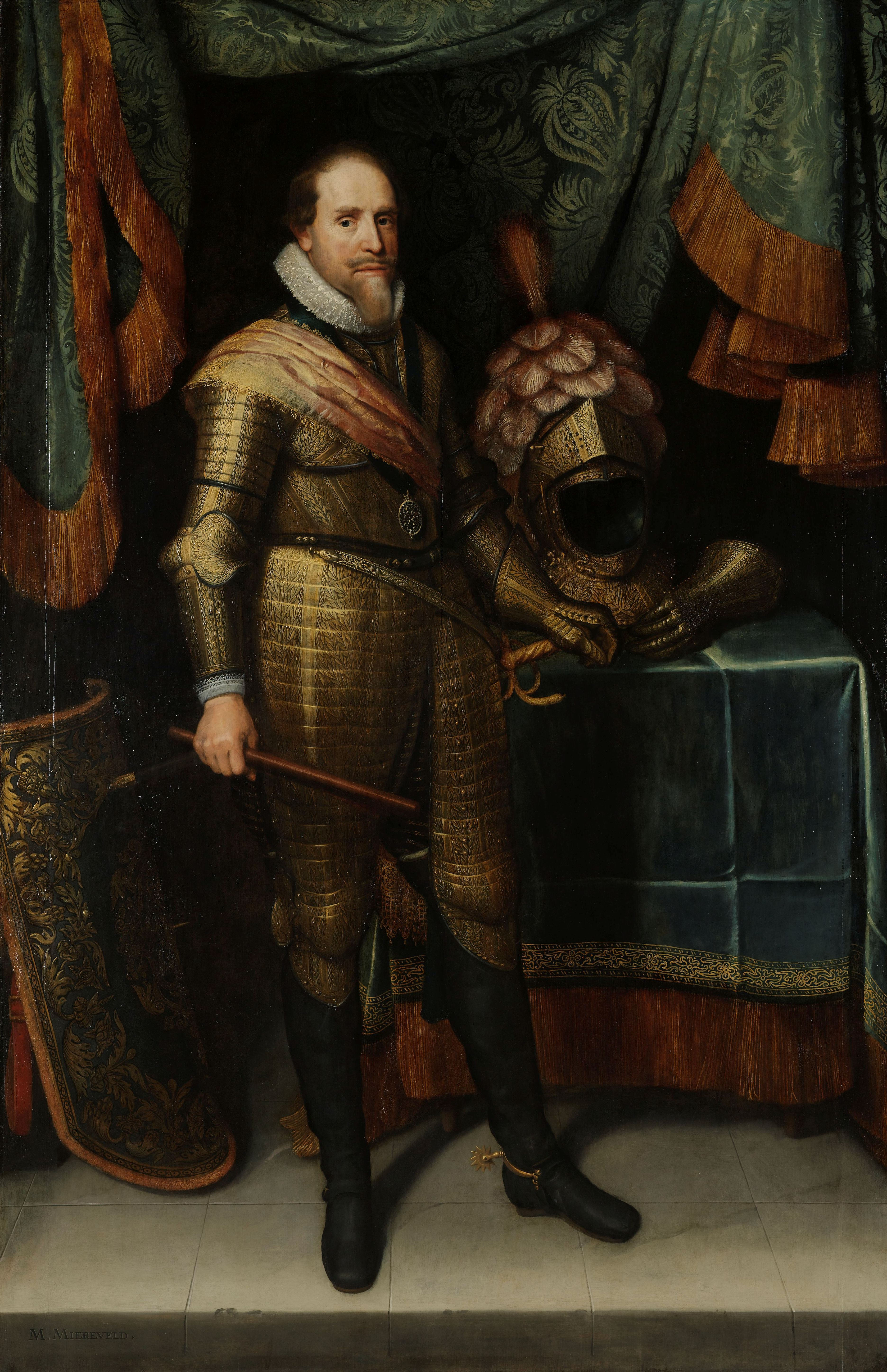
Michiel van Mierevelt. Portret van Maurits, prins van Oranje. 1613-1620. Amsterdam, Rijksmuseum.

Linksvoor liggen enkele symbolen van de oorlog: een kanon, een helm en de Nederlandse driekleur. Op de achtergrond wordt links de Nederlandse vloot bevoorraad door middel van roeiboten. Rechtsachter komt een legereenheid het strand op marcheren. Het portret beeldt de prins dus af als opperbevelhebber van marine en leger. De Oranjes lieten zich al vanaf de 16e eeuw afbeelden als militair aanvoerder in harnas. Aved schilderde het in het laatste levensjaar van de prins.

## Overige versies
Van het werk bestaat een tweede versie, ook ten voeten uit, in het Rijksmuseum (inv. SK-A-872). Verder bestaan er twee kleinere versies, ten halve lijve, één in het Rijksmuseum (inv. SK-A-880) en één in het Mauritshuis (inv. 461).

## Toeschrijving en datering
Het schilderij is rechtsonder gesigneerd en gedateerd ‘J Aved / 1751’.

## Herkomst
Het werk werd in 1806 voor 21 gulden gekocht door de Nationale Konst-Gallerij in Den Haag van P.C. Huybrechts in Den Haag en Amsterdam. De levering vond plaats op 13 mei 1806. De Nationale Konst-Galerij is een voorloper van het Rijksmuseum in Amsterdam.